# Beerella incana
Beerella incana är en spindeldjursart som först beskrevs av Baker och James P. Tuttle 1972.  Beerella incana ingår i släktet Beerella och familjen Tetranychidae. Inga underarter finns listade.